# Rezolucija Vijeća sigurnosti UN-a 1504
Rezolucijom Vijeća sigurnosti UN-a 1504, jednoglasno usvojenom 4. rujna 2003., nakon pozivanja na Rezoluciju 1503 (2003.), Vijeće je imenovalo Carlu Del Ponte za tužiteljicu Međunarodnog kaznenog suda za bivšu Jugoslaviju (ICTY).
Vijeće sigurnosti pozdravilo je namjeru glavnog tajnika Kofija Annana da nominira Carlu Del Ponte te je potom odobrilo njezino imenovanje na četverogodišnji mandat, koji je počeo 15. rujna 2003.

## Vanjske poveznice
| Wikizvor | Engleski Wikizvor ima izvorni tekst na temu: United Nations Security Council Resolution 1504 |

- Text of the Resolution at undocs.org